# Sa Mata Escrita
Sa Mata Escrita és una possessió del terme municipal d'Algaida a Mallorca, coneguda també amb el nom de sa Mata Vella.

## Història
Segons alguns autors sa Mata és un establit de l'alqueria de Benicanella (després anomenada Son Trobat). Pertanyé a la família de Ramon Llull des de poc després de la conquesta de Jaume I. La tradició popular dona per bo que el beat Ramon Llull inicià la seva obra literària escrivint a l'esponerós fullatge de la llegendària "mata escrita", que encara avui perviu din les terres d'aquesta possessió. Les terres confrontaven a tramuntana amb les possessions de Son Coll i sa Mata Nova; a ponent, amb sa Mata des Marquès; a migjorn, amb la carretera de Randa a Montuïri, i a ponent, amb Albenya -pel puig d'en Bord- i Castellitx.
La família Llull fou propietària d'aquesta possessió fins a la segona part del segle xv. Durant l'any 1420 era propietat d'un Ramon Llull descendent del beat; en morir, els hereus la varen vendre a la família Fiol d'Algaida. El desmembrament de les 9 quarterades que donaren lloc a sa Mata des Marquès tingué lloc devers l'any 1947 i està situada entre sa Mata Escrita i Son Llobet, vora la carretera que va a Montuïri. Aquests subdivisions han deixat reduïda la superfície de la possessió a poc més de 78 quarterades d'extensió.

## Construccions
Les cases formen un gran nucli i estan dividides entre els dos estaments socials que el formaven; les dels amos encarades a llebeig amb una clastra petita al davant i les dels senyors amb la façana oberta a xaloc. L'edificació de cals amos és emprada avui com a magatzem agrícola. En un lateral del conjunt de les cases, vora el frondós lledoner, s'hi troba un espectacular celler -usat fins fa poc com a paller- amb una estructura no fa gaire temps restaurada, que encara guarda dues grans bótes congrenyades. Antigament, estava connectat aquest celler amb el cup de fer vi que dona a la part posterior i que es va reconvertir en aljub quan llevaren la vinya. Les cases dels senyors tenen gravada la data de l'any 1851 damunt el portal forà, que coincidí amb la darrera reforma duita a terme pel mestre picapedrer Rafel Balaguer. Una altra reforma molt anterior tingué lloc l'any 1769, ja que aquesta data es conserva escrita damunt el portal d'entrada a la clastra de les cases dels amos.
Just al comellar de mà dreta arribant pel camí de les cases hi ha els sis pous d'aireig del qanat de la font de sa Mata Escrita. La longitud total de la galeria és d'un 81 m. Al final de la mina de la font, ja a cel obert, arriba a un gran safareig que antigament regava l'hort de la possessió.

## La mata escrita
No gaire lluny de les cases i damunt una marjada en direcció al puig d'en Bord es troba l'antiga mata que segons la llegenda donà nom a la possessió. És d'una envergadura extraordinària i per abraonar la soca es necessiten els braços de dues persones adultes.